# Drew Fuller

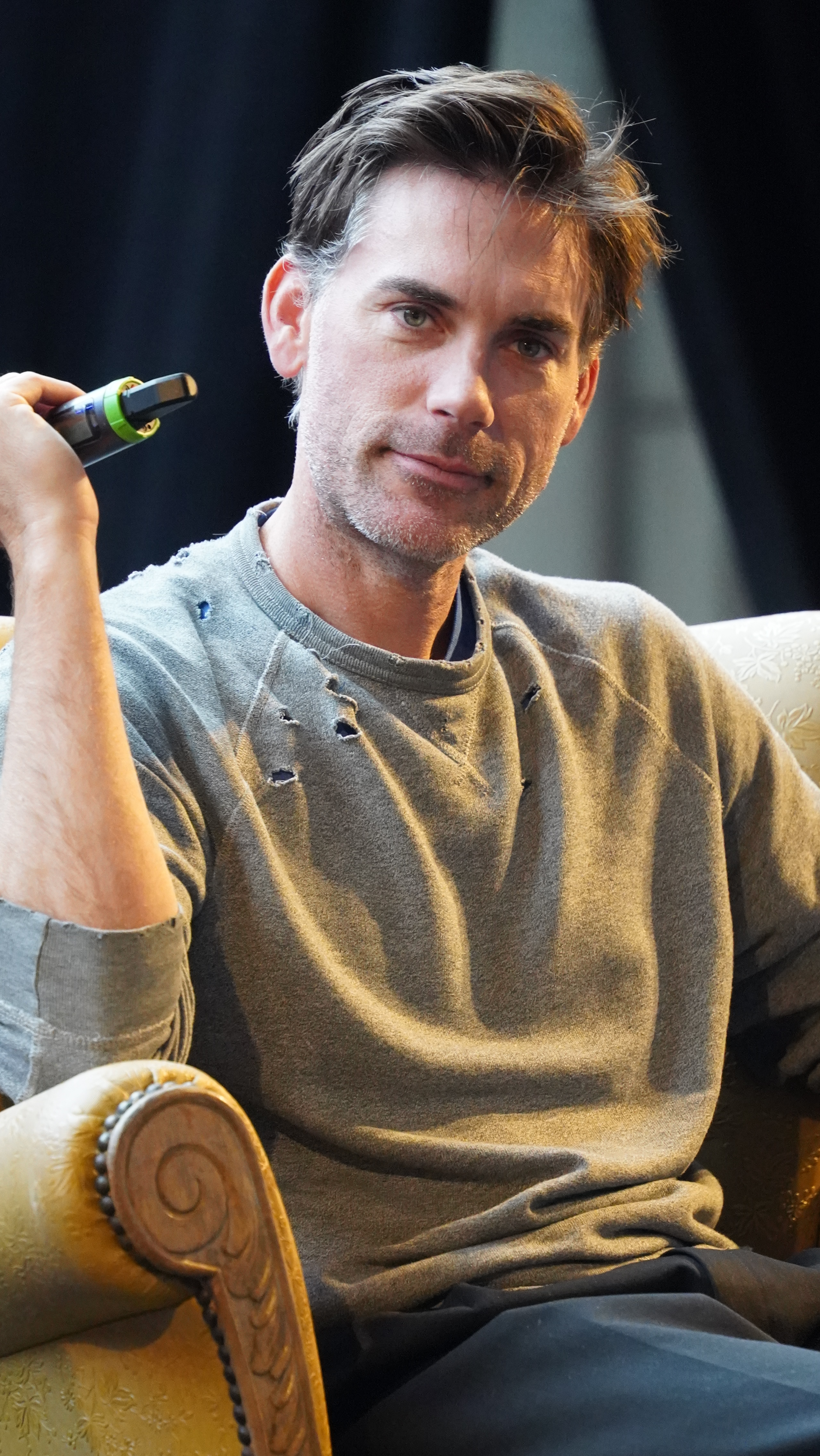
Drew Fuller (2023)

Andrew „Drew“ Alan Fuller (* 19. Mai 1980 in Atherton, Kalifornien) ist ein US-amerikanischer Schauspieler, der auch als Model arbeitete.

## Biographie
Im Alter von zwölf Jahren war Fuller auf der Titelseite einer amerikanischen Zeitschrift zu sehen, nachdem ein Freund der Familie dort ein Foto von ihm eingereicht hatte. Dadurch wurde Fuller von einem Agenten entdeckt und begann im Alter von 16 Jahren als Model zu arbeiten. Er machte Aufnahmen für Firmen wie Prada, Club Med und Tommy Hilfiger. Außerdem war er in Werbekampagnen für Subway, Toyota mit Britney Spears und Pepsi zu sehen.
Von 2003 bis 2004 gehörte er in der sechsten Staffel von Charmed – Zauberhafte Hexen als Christopher „Chris“ Halliwell zur Stammbesetzung der Fernsehserie. In den Staffeln fünf, sieben und acht absolvierte er mehrere Gastauftritte.
In der Serie Army Wives spielte er zwischen 2007 und 2012 den Soldaten Trevor LeBlanc.

## Filmografie
- 1999: Partners (Fernsehserie, Folge 1x03)
- 2000: Voodoo Academy
- 2000: Angels Don’t Sleep Here
- 2001: One
- 2002: Home of the Brave
- 2002: Vampire Clan
- 2003: O.C., California (The O.C., Fernsehserie, Folge 1.01)
- 2003: Black Sash (Fernsehserie, 3 Folgen)
- 2003–2006: Charmed – Zauberhafte Hexen (Charmed, Fernsehserie, 25 Folgen)
- 2004: Close Call
- 2006: Ausgeliefert! Jagd durch Berlin (Final Contract: Death on Delivery)
- 2006: Huff – Reif für die Couch (Huff, Fernsehserie, Folge 2.08)
- 2007: Das ultimative Geschenk (The Ultimate Gift)
- 2007: Blonde Ambition
- 2007–2012: Army Wives (Fernsehserie, 104 Folgen)
- 2007: Ocean’s 13 (Ocean’s Thirteen)
- 2008: Loaded
- 2008: The Circuit
- 2010: The Kane Files: Life of Trial
- 2011: Navy CIS: L.A. (NCIS: Los Angeles, Fernsehserie, Folge 3x07)
- 2015: Longmire (Fernsehserie, Folge 4x04)
- 2015: Entscheidung für die Liebe (Love finds you in Charm)
- 2016: Dispatch
- 2017: Más que hermanos
- 2018: All Wrong (Fernsehserie, Folge 2x03)
- 2019: Love & Order – Im Zweifel für die Liebe (Love, Fall & Order)
- 2023: The Rookie (Fernsehserie, Folge 5x11)

### Musikvideos
- 2002: The Calling – Wherever You Will Go
- 2002: Jennifer Love Hewitt – Barenaked
- 2005: Lindsay Lohan – Over
- 2005: Ringside – Tired of Being Sorry